# Jochen Meißner
Jochen Meißner (Stoccarda, 8 maggio 1943) è un ex canottiere tedesco.

## Biografia
Meißner cominciò la carriera gareggiando in singolo, specialità in cui si laureò campione nazionale nel 1965, mantenendo il titolo fino al 1968.
Nel 1965 colse la prima medaglia internazionale laureandosi campione europeo a Duisburg, mentre ai campionati mondiali di Bled 1966 si classificò terzo. Sempre nel 1966 riceve il Lauro d'argento, la massima onorificenza dello sport tedesco.
Due anni dopo viene convocato per i Giochi olimpici di Città del Messico 1968, battuto dall'olandese Jan Wienese.
Meißner vinse un altro bronzo agli europei di Klagenfurt 1969, prima di passare al due di coppia e fare squadra con Arthur Heyne, con cui partecipò ai Giochi di Monaco di Baviera 1972 classificandosi solo decimo.

## Palmarès
- Giochi olimpici

Città del Messico 1968: argento nel singolo.
- Campionati del mondo di canottaggio

Bled 1966: bronzo nel singolo.
- Campionati europei di canottaggio

Duisburg 1965: oro nel singolo.
Klagenfurt 1969: bronzo nel singolo.